# Japaner
Japaner, japanska: 日本人, nihon-jin, ett folkslag som kan omfatta medborgare i Japan eller personer med japanska som modersmål. Det finns cirka 130 miljoner japaner i världen varav cirka 127 miljoner bor i Japan. Japanerna är ett mongoliskt folk som invandrade till de japanska öarna från det östasiatiska fastlandet, troligtvis från Korea. Före denna invandring var Japan redan bebott av ainufolket. Landets två ledande religioner är shintoism och buddhism och de flesta japaner utövar båda trots deras olikheter.

## Japansk kolonialism

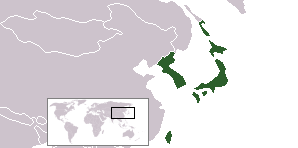
Japanska imperiet

Under Japans period som kolonialmakt 1895 till 1945 avsåg begreppet "det japanska folket" inte bara människor i Japan utan också personer från kolonierna som hade japanskt medborgarskap, såsom taiwaneser och koreaner.